# Corticochernes sabae
Genre
Espèce
Corticochernes sabae, unique représentant du genre Corticochernes, est une espèce de pseudoscorpions de la famille des Chernetidae.

## Distribution
Cette espèce est endémique de Saba aux Pays-Bas caribéens.

## Description
Le mâle holotype mesure 2,54 mm et la femelle paratype 4,01 mm.

## Étymologie
Son nom d'espèce lui a été donné en référence au lieu de sa découverte, Saba.

## Publication originale
- Tooren, 2008 : New Neotropical pseudoscorpions (Pseudoscorpiones) from Aruba, Trinidad and Saba (Lesser Antilles), with some new localities of pseudoscorpions from Aruba and Bonaire. Zoologische Mededelingen, vol. 82, no 40, p. 101-113 (texte intégral) [PDF].